# Melilotus sulcatus
Melilotus sulcatus  — вид рослин родини бобові (Fabaceae).

## Морфологія
Однорічна трав'яниста рослина з притиснутими, розкиданими волосками. Стебла 6–60 см, сланкі, висхідні або прямовисні, круглі, часто розгалужені від основи. Нижні листки з ніжками до 3 см і листовими фрагментами 1,2–2,6×0,5–1 см, дрібно пилчастими. Суцвіття з 8–28 квітів, компактні. Віночок 2,8–4,5 мм, жовтого кольору. Плоди 3–4,5×2,5 до 3,8 мм, 1 насіння, кулясті й світло-коричневі в кінці терміну дозрівання. Насіння 2,5–3×1,7–3,5 мм, з дуже маленькими бородавками.

## Поширення, біологія
Поширення: Північна Африка: Алжир, (північ) Єгипет, Лівія (північ), Марокко, Туніс. Західна Азія: Кіпр, Ізраїль, Ліван, Сирія (захід), Туреччина (захід). Південна Європа: Албанія, Колишня Югославія, Греція (вкл. Крит), Італія (вкл. Сардинія, Сицилія), Франція (вкл. Корсика), Португалія (південь, Мадейра.), Іспанія (південь, схід, Балеарські острови, Канарські острови). Натуралізований в деяких інших країнах.
Росте на суглинних, глинистих або солоних ґрунтах, 5–1340 м. Квіти та фрукти з березня по травень.